# Bordeaux spårväg

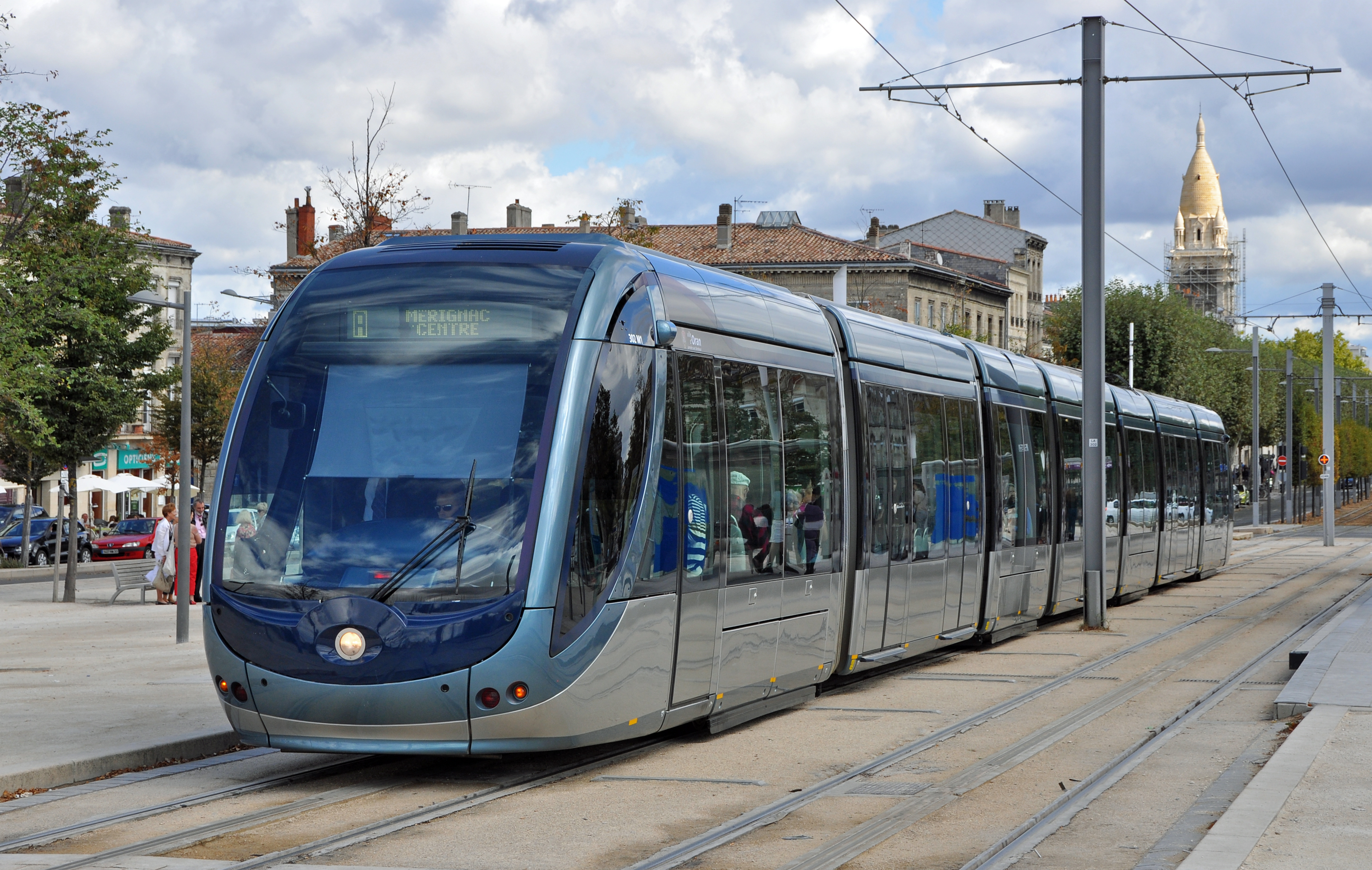
En spårvagn på linje A stannar vid Place de Stalingrad.

Bordeaux spårvägsnät (franska: Tramway de Bordeaux) består av tre linjer som betjänar staden Bordeaux i sydvästra Frankrike. Spårvägen invigdes första gången år 1880 och lades ned 1958. Det nuvarande nätet invigdes av Frankrikes dåvarande president Jacques Chirac och Bordeaux borgmästare Alain Juppé den 21 december 2003. Därefter har linjenätet utökats tills det fick sin nuvarande utsträckning den 27 februari 2008.

## Historia

### Det gamla nätet

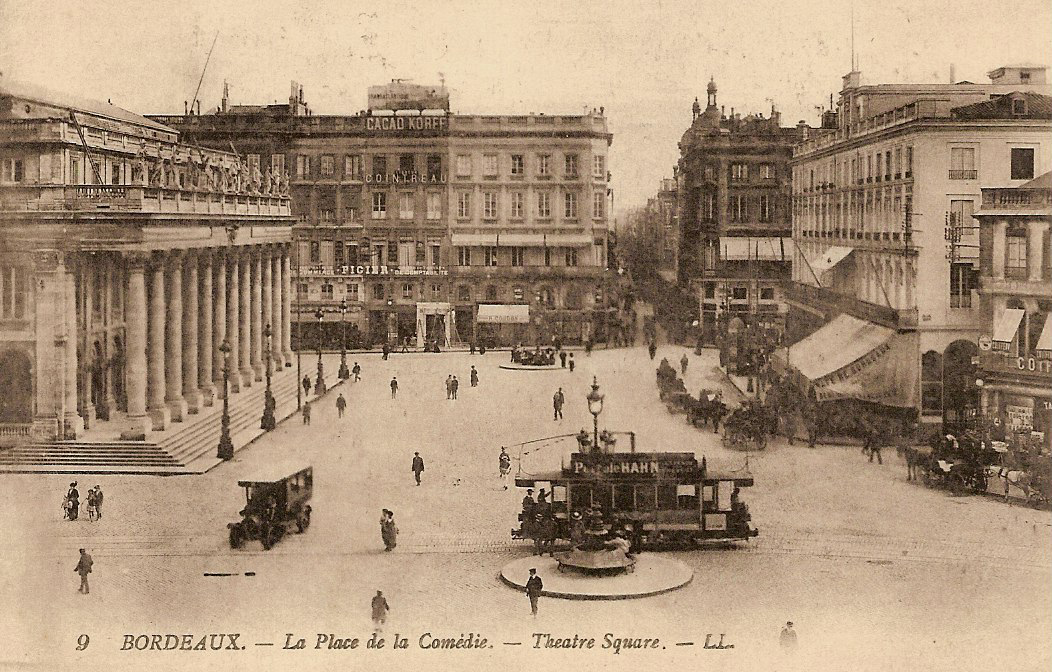
En spårvagn vid place de la Comédie kring föra sekelskiftet

År 1880 öppnades ett spårvägsnät i Bordeaux trafikerat av hästspårvagnar. Hästspårvagnarna fick stanna kvar i 20 år tills man år 1900 elektrifierade spårvägen och när den var som störst år 1946 omfattande den 38 linjer om totalt 200 km spårlängd som transporterade cirka 160 000 passagerare varje dag. Året därpå (1947) valdes Jacques Chaban-Delmas till borgmästare i Bordeaux. Han lade likt de flesta andra borgmästarna i Frankrike vid denna tid fram olika anledningar till att spårvägen borde läggas ned. Jacques Chaban-Delmas tyckte att spårvägen var omodern och beslöt att den skulle läggas ned successivt. Linjerna lades därefter ned en efter en tills det 1958 inte fanns någon kvar. En av Jacques Chaban-Delmas motiveringar hade varit att bussar var modernare.

### Det nya nätet
Efter nedläggningen beslöt man senare att införa en policy om att all transport skulle ske med bil. Detta blev inte lyckat och man funderade därför på att bygga ett VAL-system (Véhicule Automatique Léger). Problemet var dock att han då skulle behöva en majoritet av stadsråden med sig. Dessutom motsatte sig pendlarsamfundet "TRANSCUB" idén. Jacques Chaban-Delmas lyckades trots detta nederlag stanna kvar vid makten.
Vid borgmästarvalet 1995 förlorade dock Jacques Chaban-Delmas till förmån för Alain Juppé. Juppé lätt tillsätta en utredning om transportnätet i Bordeaux och 1997 föreslog denna en återuppbyggnad av spårvägen. År 2003 kunde linje A öppnas och året därpå B och C. Dessutom utvidgades linjerna år 2007 och 2008.

## Spårvägen idag
Idag är spårvägen i Bordeaux den första i världen som använder APS på vissa platser i staden.

### Nuvarande linjer
De nuvarande linjerna utgörs av 43,3 kilometer räls och har 89 stationer. Varje dag åker ungefär 300 000 personer med Bordeaux transportsystem varav cirka 165 000 med spårvägen.
| Linje | Hållplatser                         | Invigd | Senast utbyggd | Stationer | Passagerare per dag |
| ----- | ----------------------------------- | ------ | -------------- | --------- | ------------------- |
|       | Mérignac Centre ↔ Floirac Dravemont | 2003   | 2007           | 34        | 70 000              |
|       | Pessac Centre ↔ Claveau             | 2004   | 2007           | 27        | 70 000              |
|       | Terres Neuves ↔ Les Aubiers         | 2004   | 2008           | 17        | 25 000              |

### Trafikering
Trafiken på spårvägen börjar vanligen klockan 04:30 och håller därefter på till 24:00 (00:00). Torsdag-lördag fortsätter dock trafiken fram till klockan 01:30 cirka påföljande dag. Söndagar och helgdagar går det en spårvagn var trettionde minut fram till klockan 10:00 och därefter var tjugonde minut. Måndag-söndag är det 10-12 minuter mellan turerna. I rusningstid och vid särskilda evenemang är det tätare turer. Första maj är det ingen trafik alls.

### Utvidgning
Det finns flera planer på utvidgning av nätet. Dels finns planer på att förlänga linje C längre söderut till Villenave-d'Ornon, något som ska påbörjas tidigast år 2012. Vidare planeras en ny linje D som ska gå mellan staden och förorterna Le Haillan och Saint-Médard-en-Jalles. Denna linje ska börja byggas tidigast år 2015 enligt de nuvarande planerna. Slutligen finns det planer på att förlänga linje A till Aéroport de Bordeaux Mérignac (flygplatsen).

### Tidskrifter
- Jan Lindahl, red. ”Trådlös spårväg i Bordeaux”. Tåg (Svenska Järnvägsklubben) (4/2008):  sid. 15-23. ISSN 0039-8683. Läst 2009-01-07 (2012-01-28).